# WWE Worlds Collide (serie)
WWE Worlds Collide, o simplemente Worlds Collide es un programa de televisión web en vivo de lucha libre profesional producido por la WWE, que contará con la participación entre las cinco marcas de WWE. El programa se estrenó en WWE Network el 14 de abril de 2019.

## Historia
El 26 y 27 de enero de 2019, durante el Royal Rumble Axxess, WWE filmó el especial Worlds Collide. El especial incluyó un torneo con luchadores de las marcas 205 Live, NXT, y NXT UK.
El 28 de marzo de 2019, WWE anunció que Worlds Collide volvería durante el festival WrestleMania Axxess de abril. Además de las tres marcas presentadas anteriormente en el especial Worlds Collide, los luchadores de las marcas  Raw y  SmackDown Live también participan en los eventos. El 9 de abril, WWE anunció que los Mundos Eventos de colisión sería un Es como una serie de cuatro episodios en la Red WWE, a partir del 14 de abril.

## Episodios

### 14 de abril de 2019
| N.º | Resultados                                                                               | Estipulación   |
| --- | ---------------------------------------------------------------------------------------- | -------------- |
| 1   | Kassius Ohno (NXT UK) derrotó a Aiden English (SmackDown)                                | Singles match  |
| 2   | Harper (SmackDown) derrotó a Dominik Dijakovic (NXT)                                     | Singles match  |
| 3   | Kyle O'Reilly & Bobby Fish (NXT) derrotaron a Alexander Wolfe & Killian Dain (SmackDown) | Tag Team match |
| 4   | Tyler Breeze (Raw) derrotó a Roderick Strong (NXT)                                       | Singles match  |

### 17 de abril de 2019
| N.º | Resultados                                                                                         | Estipulación        |
| --- | -------------------------------------------------------------------------------------------------- | ------------------- |
| 1   | Tyler Bate (NXT UK) derrotó a The Brian Kendrick (205 Live)                                        | Singles match       |
| 2   | Flash Morgan Webster & Mark Andrews (NXT UK) derrotaron a Ariya Daivari & Mike Kanellis (205 Live) | Tag team match      |
| 3   | Ligero (NXT UK) derrotó a Gran Metalik (Raw) y Albert Hardie Jr. (NXT)                             | Triple threat match |
| 4   | Jordan Devlin (NXT UK) derrotó a Akira Tozawa (205 Live)                                           | Singles match       |

### 24 de abril de 2019
| N.º | Resultados                                                            | Estipulación        |
| --- | --------------------------------------------------------------------- | ------------------- |
| 1   | Candice LeRae (NXT) derrotó a Kay Lee Ray (NXT UK)                    | Singles match       |
| 2   | Piper Niven (NXT UK) derrotó a Zelina Vega (SmackDown)                | Singles match       |
| 3   | Sonya Deville (SmackDown) derrotó a Io Shirai (NXT)                   | Singles match       |
| 4   | Toni Storm (NXT UK) derrotó a Nikki Cross (Raw) y Bianca Belair (NXT) | Triple threat match |

### 1 de mayo de 2019
| N.º | Resultados                                                            | Estipulación         |
| --- | --------------------------------------------------------------------- | -------------------- |
| 1   | Bianca Belair (NXT) ganó por última eliminación Io Shirai (NXT)       | Women's battle royal |
| 2   | Roderick Strong (NXT) ganó por última eliminación Tyler Bate (NXT UK) | Men's battle royal   |